# 617

## Esdeveniments
- 10 de maig - Alexandria (Egipte): Data de publicació de la Physica de l'erudit grec Joan Filopò.
- Xina: S'acaba la construcció del Gran Canal de la Xina, primer canal inclinat que es coneix.